# Gunuang Malintang
Gunuang Malintang is een bestuurslaag in het regentschap Lima Puluh Kota van de provincie West-Sumatra, Indonesië. Gunuang Malintang telt 6609 inwoners (volkstelling 2010).